# Colibrí inca de Cusco
El colibrí inca de Cusco (Coeligena osculans) és una espècie d'ocell de la família dels troquílids (Trochilidae) que habita la selva de les terres altes del sud-est del Perú.
Considerat una subespècie de Coeligena violifer per diversos autors.